# Two of a Kind (série de televisão)
Two of a Kind (No Brasil: "Dose Dupla") foi uma sitcom norte-americana exibida pelo canal ABC, como parte do bloco TGIF. A série é estrelada pelas irmãs Mary-Kate e Ashley Olsen, sua primeira série como personagens principais, desde que Três é Demais terminou em 1995. A série foi ao ar de 25 de setembro de 1998 a 9 de julho de 1999, durando apenas uma temporada. 
A série foi produzida pela Miller-Boyett Productions, Griffard/Adler Productions, Dualstar Productions, em associação com a Warner Bros. Television. Foi a última série a ser produzida pela Miller-Boyett Productions, que fechou em 1999.

## Enredo
Kevin Burke é um professor universitário e pai viúvo que mora em Chicago, Illinois, e acredita que há uma explicação científica para tudo, exceto como controlar suas filhas. Mary-Kate e Ashley Burke são irmãs gêmeas, com personalidades completamente opostas; Mary-Kate é uma moleca cujo maior interesse é se aperfeiçoar no futebol e odeia matemática. Ashley é uma garota que sonha com uma carreira de modelo e na dança.
Kevin está a procura de uma babá para cuidar das meninas e coloca um anuncio na faculdade onde trabalha, quando aparece Carrie, uma jovem descolada de 26 anos, e sua aluna. Ela responde ao anúncio, porém ele está convencido de que ela não é responsável o bastante para cuidar das meninas, e prefere que a Sra. Baker cuide delas, mas resolve dar uma chance. Depois de um teste, as meninas acham que ela é perfeita para o trabalho, inclusive concordam em deixar suas diferenças de lado e unir forças para juntar o pai viúvo com a babá.

## Elenco

### Principais
- Mary-Kate Olsen como Mary-Kate Burke - Uma menina de 12 anos que ama esportes, cavalos e futebol, e odeia matemática. Ela tem dois amigos, Max e Brian. A cor favorita de Mary-Kate é vermelha.
- Ashley Olsen como Ashley Burke - Uma garota de 12 anos que adora moda, dança, maquiagem e torcida. Ashley é uma aluna exemplar, diferente de Mary-Kate. Ela é amiga de Nicole e da popular Jennifer Dilber. A cor favorita de Ashley é roxa.
- Christopher Sieber como Kevin Burke - O pai viúvo das gêmeas e professor universitário. Ele esteve em muitos encontros com mulheres, mas eles nunca deram certo. Ele é professor da Carrie, a babá legal das garotas. Kevin gosta de tocar saxofone.
- Sally Wheeler como Carrie Moore - a babá legal das gêmeas, aluna e funcionária do Professor Burke. Ela tem um grande senso de humor e um espírito livre. Carrie eventualmente se muda para o porão do Burke depois que Kevin acidentalmente faz com que ela seja expulsa de seu apartamento.
- Ernie Grunwald como Paul - amigo de Carrie e também aluno de Kevin. Paul é um especialista em computação e também tem um trabalho de sábado como entregador de pizza. Ele tem uma queda por Carrie, mas tem muito medo de admitir isso.
- Martin Spanjers como Brian - Amigo de Mary-Kate e Ashley, estuda na mesma escola que as gêmeas, e é apaixonado por Ashley, mas ela está mais interessada no professor de matemática da irmã.
- Orlando Brown como Max - Amigo de Mary-Kate e Ashley. Ele também vai para a escola com as gêmeas, e é amigo inseparável do Brian.

### Recorrentes
- Jesse Soffer como Taylor Donovan - o professor de matemática de Mary-Kate e o principal interesse amoroso de Ashley.
- David Lascher como Matthew "Matt" Burke - o irmão mais novo e irresponsável de Kevin, e o tio das gêmeas. Ele brevemente namorou Carrie.
- David Valcin como Edward "Eddie" Fairbanks - o melhor amigo de Kevin e um encanador. Ele tenta encontrar a mulher certa, mas nunca é bem sucedido. Eddie não se dá bem com Carrie.
- Anastasia Emmons como Jennifer Dilber - amiga de Ashley. Jennifer é a garota mais popular do 7º ano. Ashley convida Jennifer para uma festa do pijama que ela tem na esperança de se tornar popular e conseguir se sentar com ela no almoço.
- Kimberly J. Brown como Nicole - outra amiga de Ashley. Mary-Kate fica com ciúmes quando Ashley passa mais tempo com Nicole do que ela.
- Jean Speegle Howard como a Sra. Baker - A vizinha da família Burke e do Sr. Fillmore, seu namorado. Ela é a babá favorita de Kevin, se Carrie não pode cuidar das gêmeas, a Sra. Baker entra em ação. Gosta de tricotar e assistir South Park.
- Rance Howard como o Sr. Fillmore - um homem amigável que vive ao lado dos Burkes e da Sra. Baker. O Sr. Fillmore se apaixona e começa a namorar a Sra. Baker no episódio piloto.

## Exibição
A série ganhou mais popularidade nas reprises que na época que foi exibido originalmente nos Estados Unidos. As reprises começaram a partir de 1999 (alguns meses após seu cancelamento), no canal a cabo Fox Family (que mais tarde virou ABC Family, após ser comprado pela Walt Disney Company) e permaneceu na programação até 2004. Também teve várias reprises no canal Disney Channel.  
No Reino Unido, a série foi ao ar nos canais Nickelodeon, Disney Channel e Pop Girl. 
No Brasil a série foi exibida pelo canal SBT. A dublagem brasileira foi realizada pelo estúdio Herbert Richers.

## Livros
Entre 1999 e 2005, 40 livros voltados para o público pré-adolescente e baseados na série foram lançados. Alguns livros trazem roteiros de episódios da série, outros trazem histórias inéditas criadas pelos autores. Essas histórias estão escritas sob a perspectiva das garotas (Mary-Kate e Ashley Burke), como se elas estivessem escrevendo em um diário. Todos os personagens principais da série são citados no livro.

## Prêmios e Indicações
| Ano  | Premiação           | Categoria                    | Nominado                 | Resultado |
| ---- | ------------------- | ---------------------------- | ------------------------ | --------- |
| 1999 | Kids' Choice Awards | Favorite TV Actress          | Mary-Kate & Ashley Olsen | Venceu    |
| 1999 | Young Artist Awards | Best Family TV Comedy Series | Two of a Kind            | Indicado  |